# Face the Promise
Face the Promise (в пер. с англ. Грань обещания) — шестой сольный студийный альбом американского рок-музыканта Боба Сигера. Первоначально релиз пластинки планировался в 2004 году. После первой заявленной даты выпуска Face the Promise неоднократно переносился, вплоть до 2006. Боб Сигер объяснил это сложностями, возникшими в ходе работы над диском.
Вышедший 12 сентября 2006 Face the Promise стал первым сольным альбомом Сигера со времён Beautiful Loser 1975 года. До этого музыкант работал только в рамках проекта Bob Seger & the Silver Bullet Band.
Face the Promise имел коммерческий успех. Он был признан золотым в Канаде и платиновым в США.

## Список композиций
Слова и музыка всех песен — Боба Сигера, за исключением «Real Mean Bottle», написанной Винсентом Гиллом.
| №   | Название                                                   | Длительность |
| --- | ---------------------------------------------------------- | ------------ |
| 1.  | «Wreck This Heart»                                         | 3:53         |
| 2.  | «Wait for Me»                                              | 3:42         |
| 3.  | «Face the Promise»                                         | 3:18         |
| 4.  | «No Matter Who You Are»                                    | 3:40         |
| 5.  | «Are You»                                                  | 3:35         |
| 6.  | «Simplicity»                                               | 3:59         |
| 7.  | «No More»                                                  | 2:58         |
| 8.  | «Real Mean Bottle» (совместно с Кид Роком)                 | 3:05         |
| 9.  | «Won’t Stop»                                               | 3:19         |
| 10. | «Between»                                                  | 4:48         |
| 11. | «The Answer’s in the Question» (совместно с Патти Лавлесс) | 3:41         |
| 12. | «The Long Goodbye»                                         | 3:07         |
| 13. | «Red Eye to Memphis» (бонус-трек iTunes-версии)            | 2:57         |

## Позиции в чартах и сертификации
| Чарт (2006)           | Высшая позиция |
| --------------------- | -------------- |
| Canadian Albums Chart | 6              |
| Billboard 200         | 4              |
| Top Rock Albums       | 2              |

| Страна | Сертификация | Продажи, экз. |
| ------ | ------------ | ------------- |
| CRIA   | Золотой      | 50 000        |
| RIAA   | Платиновый   | 1 000 000     |

### Синглы
| 2006                                  | «Wait for Me»      | 52 | 16 |
| 2006                                  | «Wreck This Heart» | —  | —  |
| «—» значит не занимал позицию в чарте |                    |    |    |